# Ján Cepo
Ján Cepo (* 24. ledna 1952) je bývalý slovenský fotbalista, brankář, reprezentant Československa.

## Fotbalová kariéra
Za československou reprezentaci odehrál roku 1974 jedno přátelské utkání proti Íránu v Teheránu, jednou startoval i v olympijském výběru. V československé lize nastoupil ve 103 utkáních. Hrál za ZVL Žilina (1973-1976, 1982-1983), Spartu Praha (1977-1978) a Tatran Prešov (1979-1981). Do ligové Žiliny přišel z Nových Zámků.

## Ligová bilance
| Ročník                                      | Zápasy | Góly | Klub          |
| ------------------------------------------- | ------ | ---- | ------------- |
| 1. československá fotbalová liga 1973/74    | 28     | 0    | ZVL Žilina    |
| 1. československá fotbalová liga 1974/75    | 30     | 0    | ZVL Žilina    |
| 1. československá fotbalová liga 1975/76    | 3      | 0    | ZVL Žilina    |
| 1. československá fotbalová liga 1977/78    | 24     | 0    | Sparta Praha  |
| 1. československá fotbalová liga 1978/79    | 5      | 0    | Sparta Praha  |
| 1. československá fotbalová liga 1978/79    | 6      | 0    | Tatran Prešov |
| 1. slovenská národní fotbalová liga 1979/80 | -      | 0    | Tatran Prešov |
| 1. československá fotbalová liga 1980/81    | 12     | 0    | Tatran Prešov |
| 1. československá fotbalová liga 1982/83    | 1      | 0    | ZVL Žilina    |
| CELKEM 1. liga                              | 109    | 0    |               |